# Rhaphuma barriesi
Rhaphuma barriesi là một loài bọ cánh cứng trong họ Cerambycidae.